# موناو (آریزونا)
موناو (به انگلیسی: Moenave) یک منطقهٔ مسکونی در ایالات متحده آمریکا است که در آریزونا واقع شده‌است. موناو ۱٬۴۵۵ متر بالاتر از سطح دریا واقع شده‌است.